# Гордон, Уильям (прелат)
Уильям Гордон (англ. William Gordon; 24 сентября 1831 — 7 июня 1911) — английский прелат Римско-католической церкви, 2-й Епископ Лидса.

## Биография
Уильям Гордон родился в небольшой деревне Тирск графства Северный Йоркшир. Рукоположён в священники  епископом Беверли Джоном Бриггсом в 1859 года в возрасте 27 лет. Служил священником в епархии Беверли (позднее епархия Лидса). 28 декабря 1889 года (58 лет) назначен на должность епископа-коадъютора Лидса и титулярного епископа Arcadiopolis in Asia. Епископальная хиротония состоялась 24 февраля 1890 года. Церемонию вел епископ Ливерпуля Бернард Орейли (англ. Bernard O'Reilly), епископ Мидлсоро Ричард Лэйси (англ. Richard Lacy) и епископ Хексэма и Ньюкасла Томас Уильям Уилнинсон (англ. Thomas William Wilkinson). 16 июня 1890 года Гордон становится вторым епископом Лидса, где он сменил Роберта Корнсвайта, который умер, находясь в должности.
Гордон прослужил в должности епископа Лидса более 20 лет, и умер 7 июня 1911 года в возрасте 80 лет, находясь в должности. Похоронен на католическом кладбище в Лидсе.